# Antonio Merino
Antonio Merino fue un político republicano español, uno de los representantes de la provincia de Madrid en el Pacto Federal Castellano (1869) con Andrés Balló y Ricardo Lupiani. Fue uno de los representantes por Castilla la Nueva en la Junta Provisional Federal Castellana en 1869.